# 普蘭泰申島 (佛羅里達州)
普蘭泰申島（英語：Plantation Island）是位於美國佛羅里達州科利爾縣的一個人口普查指定地區。

## 地理
普蘭泰申島的座標為25°50′47″N 81°22′06″W / 25.84639°N 81.36833°W，而該地最高點為海拔高度1米（即4英尺）。

## 人口
根據2010年美國人口普查的數據，普蘭泰申島的面積為1.51平方千米，當中陸地面積為1.48平方千米，而水域面積為0.03平方千米。當地共有人口163人，而人口密度為每平方千米107人。